# Trema
Pour les articles homonymes, voir Tréma (homonymie).
Genre
Classification phylogénétique
Trema est un genre de plantes à fleurs de la famille des Ulmaceae, selon la classification classique, ou des Cannabaceae, selon la classification phylogénétique. Il comprend environ 15 espèces d'arbres apparentés aux micocouliers (genre Celtis) que l'on trouve dans les régions tropicales et subtropicales d'Asie, du nord de l'Australasie, d'Afrique, d'Amérique du Nord et d'Amérique centrale. Ce sont en général de petits arbres, qui peuvent atteindre 10 à 20 m de hauteur.

## Liste d'espèces
- Trema cannabina Lour.
- Trema discolor (Brongn.) Blume
- Trema guineense (Schum. et Thonn.)
- Trema lamarckiana (Schult.) Blume
- Trema micrantha (L.) Blume
- Trema orientalis (L.) Blume
- Trema tomentosa (Roxb.) H. Hara